# Cosmoconus maculiventris
Cosmoconus maculiventris là một loài tò vò trong họ Ichneumonidae.